# Argostemma
Argostemma là một chi thực vật có hoa trong họ Thiến thảo (Rubiaceae).

## Loài
Chi Argostemma gồm các loài:
- Argostemma acuminatissimum Ridl.
- Argostemma aequifolium Ridl.
- Argostemma africana K.Schum.
- Argostemma angustifolium Miq.
- Argostemma anisophyllum Merr.
- Argostemma annamiticum Ridl.
- Argostemma anupama Sivar.
- Argostemma apiculatum B.Bremer
- Argostemma arachnosum Merr.
- Argostemma attenuatum Valeton
- Argostemma bariense Pierre ex Pit.
- Argostemma begoniaceum Miq.
- Argostemma bicolor King
- Argostemma bifolium Ridl.
- Argostemma borragineum Blume ex Augustin Pyramus de Candolle|DC.]]
- Argostemma brachyantherum Stapf
- Argostemma brevicaule Valeton
- Argostemma brookei B.Bremer
- Argostemma bryophilum K.Schum.
- Argostemma burttii B.Bremer
- Argostemma buwaldae Bakh.f.
- Argostemma calcicola B.Bremer
- Argostemma callitrichum Valeton
- Argostemma carstensense Wernham
- Argostemma chaii B.Bremer
- Argostemma coenosciadicum Suringar
- Argostemma concinnum Hemsl.
- Argostemma condensum Craib
- Argostemma courtallense Arn.
- Argostemma cordatum]] MAXIM S. NURALIEV, ANTON S. BEER, ANDREY N. KUZNETSOV, SVETLANA P. KUZNETSOVA[2]
- Argostemma crassinerve Valeton
- Argostemma debile Ridl.
- Argostemma densifolium Ridl.
- Argostemma denticulatum Ridl.
- Argostemma discolor Merr.
- Argostemma dispar Craib
- Argostemma distichum Valeton
- Argostemma diversifolium Ridl.
- Argostemma dulitense Merr.
- Argostemma ebracteolatum Geddes
- Argostemma elatostemma Hook.f.
- Argostemma elongatum Ridl.
- Argostemma enerve Ridl.
- Argostemma epitrichum Valeton
- Argostemma fallax Bakh.f.
- Argostemma fasciculata Sridith & K.Larsen
- Argostemma flavescens Bakh.f.
- Argostemma fragile Geddes
- Argostemma gaharuense B.Bremer
- Argostemma geesinkii B.Bremer
- Argostemma gracile Stapf
- Argostemma grandiflorum Ridl.
- Argostemma griseum Valeton
- Argostemma hainanicum H.S.Lo
- Argostemma hameliifolium Wernham
- Argostemma havilandii Ridl.
- Argostemma hirsutum Ridl.
- Argostemma hirtellum Ridl.
- Argostemma hirtum Ridl.
- Argostemma hookeri King
- Argostemma humifusum W.W.Sm.
- Argostemma humile Benn.
- Argostemma inaequale Benn.
- Argostemma inaequilaterum Benn.
- Argostemma invalidum Ridl.
- Argostemma jabiense Valeton
- Argostemma johorense Ridl.
- Argostemma junghuhnii Miq.
- Argostemma khasianum C.B.Clarke
- Argostemma klossii Ridl.
- Argostemma korthalsii Miq.
- Argostemma kurzii C.B.Clarke
- Argostemma laeve Benn.
- Argostemma laevigatum Benn.
- Argostemma lanceolarium Ridl.
- Argostemma lanceolatum Ridl.
- Argostemma laxum Geddes
- Argostemma linearifolium Valeton
- Argostemma linguafelis Wernham
- Argostemma lobbii Hook.f.
- Argostemma lobulatum Craib
- Argostemma longifolium Benn.
- Argostemma longistimula Ridl.
- Argostemma longistipula Ridl.
- Argostemma macrosepalum Miq.
- Argostemma maquilingense Elmer
- Argostemma monophyllum Ridl.
- Argostemma montanum Blume ex Augustin Pyramus de Candolle|DC.]]
- Argostemma montense Ridl.
- Argostemma montisdoormannii Valeton
- Argostemma moultonii Ridl.
- Argostemma multinervium Ridl.
- Argostemma muscicola Ridl.
- Argostemma nanum Valeton
- Argostemma neesianum Walp.
- Argostemma nervosum Ridl.
- Argostemma neurocalyx Miq.
- Argostemma neurosepalum Bakh.f.
- Argostemma nigrum M.R.Hend.
- Argostemma nutans King
- Argostemma oblongum King
- Argostemma oliganthum Kurz
- Argostemma ophirense]] Maingay ex Hook.f.
- Argostemma parishii Hook.f.
- Argostemma parvifolium Benn.
- Argostemma parvum Geddes
- Argostemma pauciflorum Blume ex Augustin Pyramus de Candolle|DC.]]
- Argostemma pedicellatum Elmer
- Argostemma pedunculosum Miq.
- Argostemma perakense King
- Argostemma perplexum Merr. & L.M.Perry
- Argostemma pictum Wall.
- Argostemma plumbeum Craib
- Argostemma propinquum Ridl.
- Argostemma psychotrichoides Ridl.
- Argostemma puffii Sridith
- Argostemma pulchellum Geddes
- Argostemma pumilum Benn.
- Argostemma pusillum Valeton
- Argostemma pygmaeum Valeton
- Argostemma reptans Ridl.
- Argostemma ridleyi King
- Argostemma riparium Ridl.
- Argostemma roemeri Valeton
- Argostemma rostratum Wall.
- Argostemma rotundicalyx Sridith
- Argostemma rugosum Ridl.
- Argostemma rupestre Ridl.
- Argostemma rupestrinum Elmer
- Argostemma sarmentosum Wall.
- Argostemma saxatile Chun & F.C.How ex W.C.Chen
- Argostemma sessilifolium Ridl.
- Argostemma siamense Puff
- Argostemma solaniflorum Elmer
- Argostemma squalens Ridl.
- Argostemma stellare Ridl.
- Argostemma stellatum Craib
- Argostemma stenophyllum Merr.
- Argostemma subcrassum King
- Argostemma subfalcifolium Bakh.f.
- Argostemma subinaequale Benn.
- Argostemma succulentum Ridl.
- Argostemma sumatranum Boerl. & Koord.
- Argostemma tavoyanum Wall. ex Benn.
- Argostemma tenue Ridl.
- Argostemma teysmannianum Miq.
- Argostemma thaithongae Sridith
- Argostemma timorense Benn.
- Argostemma trichanthum Ridl.
- Argostemma trichosanthes Merr.
- Argostemma triflorum Ridl.
- Argostemma uniflorum Blume ex Augustin Pyramus de Candolle|DC.]]
- Argostemma unifolioloides King
- Argostemma unifolium Benn.
- Argostemma urticifolium King
- Argostemma variegatum Merr.
- Argostemma verticillatum Wall.
- Argostemma victorianum Nob.Tanaka
- Argostemma viscidum Ridl.
- Argostemma wallichii Walp.
- Argostemma wollastonii Wernham
- Argostemma wrayi King
- Argostemma yappii King
- Argostemma yunnanense F.C.How ex S.H.Lo